# Flugstützpunktschiff

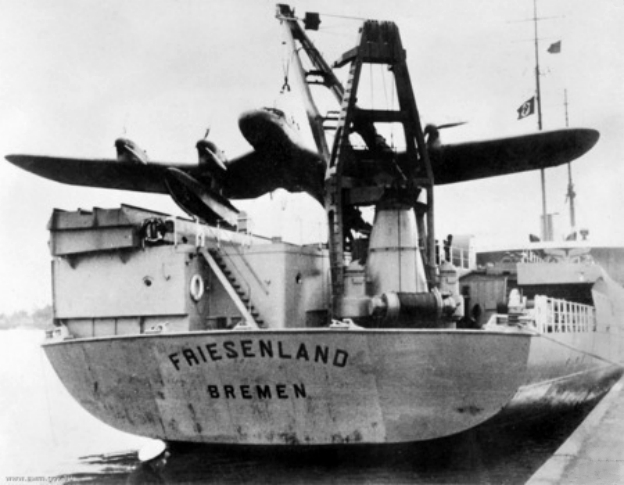
Die Friesenland 1937 mit einem Postflugzeug Blohm & Voss Ha 139

Als Flugstützpunktschiff (auch Flugzeugstützpunktschiff) bezeichnete die Deutsche Lufthansa ihre in den 1930er Jahren für ihren Atlantikluftverkehr mit Flugbooten eingesetzten Katapultschiffe:

die Westfalen, die Schwabenland, die Ostmark und die Friesenland.

## Geschichte
Als man bei der Lufthansa um 1930 Überlegungen zu einem Luftpostverkehr über den Südatlantik anstellte, waren insbesondere Landflugzeuge für diese Aufgabe noch nicht geeignet. Die Motorentechnik war störanfällig und eine Notlandung auf dem Wasser hätte zum Verlust des Flugzeugs, wenn nicht auch der Besatzung geführt. Flugboote und Wasserflugzeuge konnten zwar im Atlantik notlanden, solange die Wetterbedingungen dies zuließen, aber ihre Reichweite war noch zu beschränkt, um die gesamte Strecke ohne Zwischenstopp zu bewältigen.
Die Lösung des Problems boten die Flugstützpunktschiffe. Sie dienten als schwimmende Flugbasen für Start und Landung und für Zwischenlandungen zum Auftanken und für Wartungsarbeiten sowie zur Erholung der Flugzeugbesatzungen von ihren vielstündigen Flügen. Sie waren mit einem Flugzeugkatapult ausgestattet, mit dem die Flugboote zum Start in die Luft katapultiert wurden; die 10-Tonnen-Flugboote vom Typ Dornier Wal oder ab 1937 auch Do 18 wurden vom Dampfkatapult der Schiffe innerhalb von Sekunden auf 150 km/h beschleunigt. Am Heck konnte ein durch Streben versteiftes Segeltuch als Landesegel ausgebracht und wieder eingeholt werden, auf das das Flugboot nach dem Wassern aufschwamm, um dann von einem Flugzeughebekran an Deck gehoben zu werden. Außerdem waren Wartungs- und Reparaturwerkstätten, Treibstofftanks und Räume für die Auswechselflugzeugbesatzungen an Bord, oft auch ein Auswechselflugboot.
Die beiden ersten Flugstützpunktschiffe waren umgebaute ehemalige Frachtschiffe, die beiden nachfolgenden waren eigens für diesen Zweck von der Lufthansa georderte Spezialschiffe. Ab 1934 wurden die Westfalen und die Schwabenland im Südamerikadienst eingesetzt. 1936 folgte die Ostmark und 1937 die Friesenland. Sie alle wurden im Zweiten Weltkrieg von der Luftwaffe übernommen und militärisch eingesetzt.
Der regelmäßige Lufthansa-Postdienst nach Südamerika begann im Februar 1934. Dazu wurde zunächst die Westfalen etwa auf halber Strecke zwischen Bathurst (Gambia) und Natal (Brasilien) im Südatlantik stationiert. Nachdem ab September 1934 dann auch die Schwabenland zur Verfügung stand, wurde ein Schiff vor Natal oder bei Fernando de Noronha, das andere vor Bathurst postiert. Dort nahmen sie die Flugboote nach deren Atlantikquerung an Bord, warteten sie und liefen beim nächsten Postflug mit einer Dornier Wal an Bord ein Stück in den Atlantik hinaus, um das Flugboot von einer Position zu starten, von der das Reiseziel sicher in der Reichweite der Maschine lag. Von Bathurst lief das Schiff meist mit einer Dornier Wal an Bord 650 km nach Südwesten in den Atlantik, um dann die Maschine zu starten. Der Flug ging dann bis Fernando de Noronha, bei sehr guten Bedingungen bis Natal. Das Schiff auf der Südamerika-Station stand meist mit einer Dornier Wal an Bord bei Fernando de Noronha. Eine Dornier Wal startete mit der Post in Natal zum Schiff bei Fernando de Noronha und wurde dort an Deck gehoben. In der Regel startete dann die bereits an Bord befindliche Dornier Wal mit der umgeladenen Post, teilweise aber auch die aus Natal angekommene Dornier Wal.
Auf Grund der Erfahrungen mit den beiden umgebauten Schiffen beschloss die Lufthansa schon bald, speziell für diese Aufgabe konstruierte Katapultschiffe bauen zu lassen. Die Ostmark wurde am 22. Mai 1936 in Dienst gestellt, die Friesenland am 15. August 1937.
Mit Kriegsausbruch im September 1939 endete der Transatlantikdienst der Lufthansa, und nach dem Zweiten Weltkrieg war die Entwicklung von Flugzeugen so weit fortgeschritten, dass landgestützte Radflugzeuge den Flugverkehr über den Atlantik aufnehmen konnten. Den ersten Nonstopflug eines Landflugzeuges der Passagierluftfahrt über den Atlantik hatte eine viermotorige Focke Wulf Condor bereits am 10. August 1938 absolviert. Sie flog in 24 Stunden und 36 Minuten von Berlin nach New York und am 13. August in 19 Stunden und 55 Minuten von New York zurück nach Berlin. Damit war das Ende der auch geschwindigkeitsmäßig den Landflugzeugen unterlegenen Seeflugzeuge im Atlantikdienst absehbar.